# 欧根大公 (奥地利)

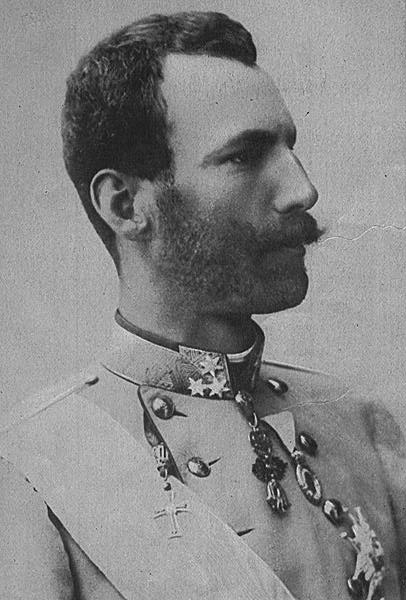
奥地利欧根大公

欧根·斐迪南·皮乌斯·本哈德·费利克斯·玛丽亚，匈牙利和波西米亚亲王（德語：Eugen Ferdinand Pius Bernhard Felix Maria von Österreich，1863年5月21日—1954年12月30日），奥地利陆军元帅，奧地利哈布斯堡王室成员，从1894年至1923年任最后一位世襲条顿骑士团大团长的哈布斯堡家族成员。
欧根弗雷德里希是奥地利大公卡尔·斐迪南大公之子，1878年4月13日获金羊毛勋位。